# Livres sacrés de l'islam

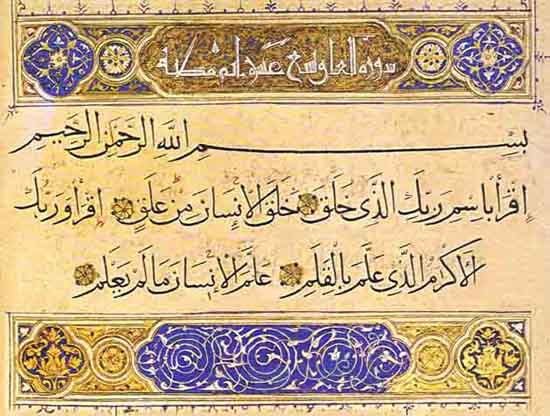
De ce livre divin sont tirés les livres du monothéisme et seule une partie est communiquée aux hommes.

La croyance musulmane tient pour sacré  un certain nombre de livres. De ce livre divin sont tirés les livres du monothéisme et seule une partie est communiquée aux hommes. Le Coran est l'un de ces livres 
Face aux différences entre le Coran et les autres livres sacrés, le consensus islamique veut que les écrits dont nous avons connaissance aujourd'hui ont été altérés de leur forme originelle. Il est fait allusion à ces modifications dans plusieurs passages du Coran, par exemple dans le verset 75 de la sourate 2 :

« Eh bien, espérez-vous [Musulmans] que des pareils gens [les Juifs] vous partageront la foi? alors qu'un groupe d'entre eux; après avoir entendu et compris la parole d'Allah, la falsifièrent sciemment. »